# Philothamnus carinatus
Philothamnus carinatus — вид змій родини полозових (Colubridae).

## Поширення
Вид спорадично поширений у тропічних лісах Африки від Гвінеї-Бісау до Танзанії.

## Опис
Тіло завдовжки 70 см, у тому числі 20 см хвіст. Спина оливкового або зеленого забарвлення, голова зеленкувато-жовта.